# Corrida Internacional de São Silvestre de 2012
A Corrida Internacional de São Silvestre de 2012 foi a 88ª edição da corrida de rua, realizado no dia 31 de dezembro de 2012, no centro da cidade de São Paulo, a prova foi de organização da Fundação Casper Líbero.
Os vencedores foram ambos da Etiópia. No masculino Dawit Admasu e no feminino Ymer Wude Ayalew.

## Resultados

#### Masculino
- 1: Dawit Admasu (Etiópia) – 45min04s
- 2: Stanley Koech (Quênia) – 45min05s
- 3: Fabiano Naasi (Tanzânia) – 45min10s
- 4: Mark Korir (Quênia) – 45min19s
- 5: Giovani dos Santos (Brasil) – 45min22s
- 6: Cybrian Kimurgor Kotut (Quênia) – 45min27s
- 7: Damião Ancelmo de Souza (Brasil) – 46min10s
- 8: Joseph Tiophil Panga (Tanzânia) – 46min27s
- 9: Tariku Bekele (Etiópia) – 46min30s
- 10: Ederson Vilela Pereira (Brasil) – 46min37s

#### Feminino
- 1: Ymer Wude Ayalew (Etiópia) – 50min43s
- 2: Netsanet Gudeta Kebede (Etiópia) – 50min46s
- 3: Priscah Jeptoo (Quênia) – 51min29s
- 4: Feyse Tadese Boru (Etiópia) – 52min31s
- 5: Delvine Relin Meringor (Quênia) – 52min34s
- 6: Nancy Jepkosgei Kipron (Quênia) – 52min50s
- 7: Failuna Abdi Matanga (Tanzânia) – 53min15s
- 8: Joziane da Silva Cardoso (Brasil) – 53min18s
- 9: Sueli Pereira da Silva (Brasil) – 53min36s
- 10: Layesh Tsige Abebaw (Etiópia) – 54min07s